# Frank McDougall
Pour les articles homonymes, voir McDougall.
Frank McDougall, né le 21 février 1958 à Glasgow en Écosse et mort le 1er octobre 2023, est un footballeur écossais, évoluant au poste d'attaquant pour Clydebank, St. Mirren et Aberdeen dans les années 1970 et 1980.

## Biographie

### Carrière de joueur

#### Début de carrière
En 1979, il est acheté par St. Mirren à Clydebank (pour qui il avait inscrit 25 buts en 38 matchs en une saison) pour £150 000, ce qui est un record à l'époque dans le football pour un club écossais. Il reste au club jusqu'en 1984, et inscrit 43 buts en 115 matchs.

#### Aberdeen
Il part évoluer à Aberdeen en 1984 pour pallier le départ de Mark McGhee. McDougall devient rapidement un buteur prolifique et est sacré meilleur buteur de la Scottish Football League en 1985, année où Aberdeen remporte le championnat. Il devient également le quatrième joueur d'Aberdeen après George Hamilton, Billy Willamson et Eric Black à inscrire un triplé dans un match contre le Celtic FC. Il prend sa retraite prématurément après une blessure en 1987.

### Carrière d'après-football
Il est propriétaire du The Criterion, un pub à Aberdeen centré autour du sport les jours de matchs.

## Palmarès
Aberdeen FC :
- Champion du Championnat d'Écosse (1) :
  - 1985.
- Meilleur buteur du Championnat d'Écosse (1) :
  - 1985 : 22 buts.
- Vainqueur de la Coupe d'Écosse (1) :
  - 1986.